# Pteromys
A Pteromys az emlősök (Mammalia) osztályának a rágcsálók (Rodentia) rendjébe, ezen belül a mókusfélék (Sciuridae) családjába tartozó nem.

## Rendszerezés
A nembe az alábbi 2 faj tartozik:
- japán sutaszárnyúmókus (Pteromys momonga) Temminck, 1844
- orosz sutaszárnyúmókus (Pteromys volans) Linnaeus, 1758 - típusfaj